# Binnensee (Pinnow)
Der Binnensee ist ein See im Landkreis Ludwigslust-Parchim in Mecklenburg-Vorpommern.
Er befindet sich auf dem Gemeindegebiet von Pinnow. Der See hat eine maximale Nord-Süd-Ausdehnung von 725 Metern und misst maximal 400 Meter von Ost nach West. Der Wasserspiegel liegt 27,8 Meter über dem Meeresniveau. Im Süden fließen dem See zwei Gräben zu, unter ihnen die Bietnitz; von Westen mündet ein Graben aus dem Pinnower See ein. Ein Abfluss besteht nach Norden zum Mühlensee, der sein Wasser über Mühlenfließ und Warnow weiter in Richtung Ostsee abführt.
Die Wohnbebauung des Ortes Pinnow liegt am Südufer. Nach Norden grenzt eine Waldfläche an. Nach Nordosten steigt das Gelände zum Petersberg auf bis zu 67,5 Meter an.